# Paul Nancekievill

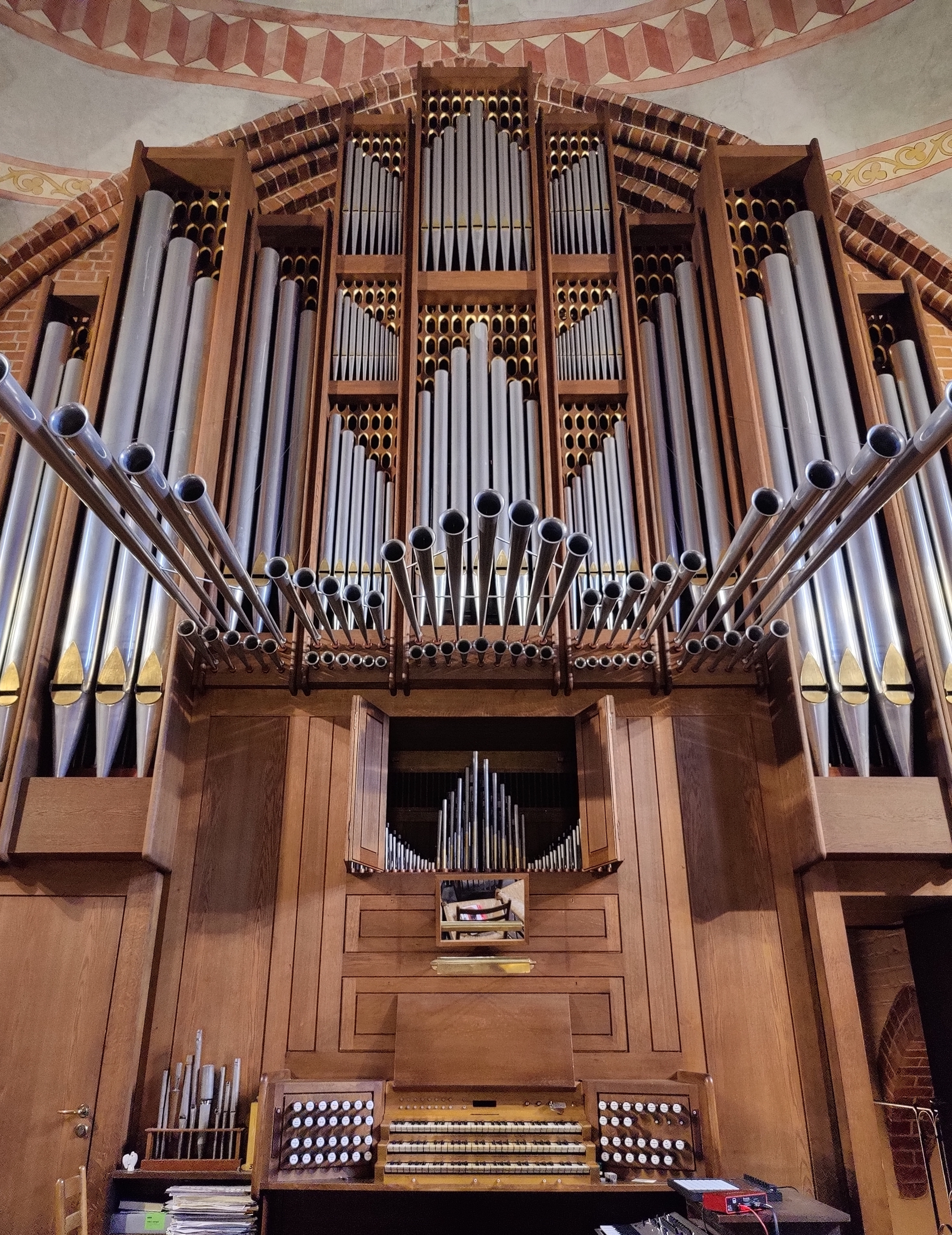
Orgel im Meldorfer Dom

Paul Nancekievill (* 1952 in London) ist ein in Deutschland wirkender englischer Organist, Kantor und Kirchenmusikdirektor.

## Leben und Wirken
Paul Nancekievill wurde bereits als Elfjähriger Mitglied eines Kirchenchores in London. Er schloss zunächst ein Germanistik-Studium an der University of Kent ab, bevor er in Köln evangelische Kirchenmusik studierte. Hier wurde er besonders durch den Organisten Michael Schneider und den Cembalisten Hugo Ruf geprägt. Nach dem Examen war Nancekievill als Kantor und Organist in Köln-Porz tätig. Dort leitete er von 1982 bis 1986 das Porzer Kammerorchester, das sich später in Oratorienchor Köln umbenannte und mit dem er einige Konzertreisen nach Großbritannien unternahm. Ab dem Jahr 1986 bis zum Eintritt in den Ruhestand 2018 war Nancekievill Organist und Kantor an St. Johannis, dem so genannten Meldorfer Dom, im schleswig-holsteinischen Meldorf. Im Jahr 2000 wurde er als Anerkennung für seine Leistungen zum Kirchenmusikdirektor ernannt. Unter seiner Leitung etablierten sich in der Kirchengemeinde Meldorf neben dem Domchor, der Kantorei, der Jugendkantorei und dem Kinderchor das Rogerius Ensemble, eine Kammermusikvereinigung, die Nancekievill auch nach seinem Eintritt in den Ruhestand weiterführt. Ebenso setzt er seine zahlreichen Orgelkonzerte, vorwiegend in ganz Schleswig-Holstein, fort. Konzertreisen mit seinen Chören führten Nancekievill ins In- und Ausland. Mehrere Gottesdienste unter seiner musikalischen Leitung wurden im ZDF übertragen. Darüber hinaus organisierte er die Internationalen Sommerkonzerte und initiierte Benefizkonzerte.
Paul Nancekievill lebt in Meldorf.

## Tondokumente
- Paul Nancekievill u. a.: Rudolstadt, CD, aufgenommen 1992, veröffentlicht 1993.[7]
- Paul Nancekievill u. a.: Via Crucis, CD, 2003.[8]